# Элвиус, Мариус
Мариус Элвиус Колинд-Йоргенсен (дат. Marius Elvius Kolind-Jørgensen; род. 1 июня 2002, Торнбю, Копенгаген) — датский футболист, защитник клуба «Вайле».

## Клубная карьера
Элвиус — воспитанник клубов «Тарнби», «Ванлос», «Брондбю», итальянского «Эллас Верона» и «ХБ Кёге». 31 марта 2019 года в матче против «Силькеборга» он дебютировал в Первой лиге Дании в составе последнего. 19 сентября 2020 года в поединке против «Колдинга» Мариус забил свой первый гол за «ХБ Кёге». В начале 2022 года Элвиус перешёл в «Вайле». 15 мая в матче против «Норшелланна» он дебютировал в датской Суперлиге. 21 мая в поединке против «Оденсе» Мариус забил свой первый гол за «Вайле». По итогам сезона клуб вылетел из элиты, но игрок остался в клубе и спустя год помог вернуться обратно.